# إنديانابوليس
إنديانابوليس (بالإنجليزية: Indianapolis)‏ هي عاصمة ولاية إنديانا الأمريكية وأكبر مدينة فيها وهي مقر مقاطعة ماريون. وهي تقع في المنطقة الشمالية الشرقية الوسطى من وسط غرب الولايات المتحدة. وقدر عدد سكانها بنحو 855,164 نسمة في عام 2016، ما يجعلها ثالث أكبر مدينة من حيث السكان في الغرب الأوسط، والخامسة عشرة في الولايات المتحدة  إنديانابوليس هي المركز الاقتصادي والثقافي لمنطقة إنديانابوليس الحضرية التي تأوي مليوني شخص، وترتيبها الرابع والثلاثين بين أكبر المناطق السكانية الحضرية في الولايات المتحدة. وتقع المنطقة الإحصائية المجتمعة في المرتبة 27 بواقع 2.38 مليون نسمة. تغطي إنديانابوليس مساحة 372 ميل مربع (960 كم مربع)، مما يجعلها في المرتبة 16 بين أكبر المدن مساحة في الولايات المتحدة.
تأسست في عام 1821 كمدينة مخططة لتكون المقر الجديد لحكومة إنديانا، وتم وضع أسسها من قبل ألكساندر رالستون وإلياس بيم فوردهام على شبكة ميل مربع (2.6 كم مربع) متاخمة للنهر الأبيض. نمت المدينة خارج هذا الميل المربع، حيث عزز إنشاء الطريق الوطني والسكك الحديدية مكانة المدينة كمركز التصنيع والنقل. تقع إنديانابوليس على مسافة يوم واحد بالسيارة من 70 بالمائة من أغلب التجمعات السكانية الرئيسية في البلاد، ما أكسبها لقب «مفترق طرق أمريكا».  ويقع اقتصاد المدينة في المرتبة 26 بين أكبر المناطق الاقتصادية في الولايات المتحدة، ويرتكز أساسا على خدمات الأعمال والنقل والخدمات اللوجستية والتعليم والخدمات المالية والضيافة والسياحة وخدمات التوزيع.  وقد وضعت إنديانابوليس أسواقا متخصصة في رياضات الهواة وسباقات السيارات.  وتشتهر المدينة سنويا باستضافة أكبر حدث رياضي في العالم يتم في يوم واحد وهو إنديانابوليس 500. 
لعب مجتمع المدينة الخيري، بقيادة جمعية ليلي، دورا أساسيا في تطوير مؤسساتها الثقافية، مثل متحف الأطفال في انديانابوليس ومتحف انديانابوليس للفنون.  وتشتهر المدينة بأنها مقر الفيلق الأمريكي وموطن لمجموعة كبيرة من الآثار المخصصة للمحاربين القدماء وصرعى الحرب، والأكثر في الولايات المتحدة خارج واشنطن العاصمة.  ومنذ توحيد المدينة والمحافظة في عام 1970، والمعروفة باسم يونيغوف، عملت إدارة الحكومة المحلية تحت قيادة مجلس مدينة منتخب يضم 25 عضوا برئاسة العمدة. تعتبر إنديانابوليس مدينة عالمية ذات اكتفاء عال.

## الرياضة
تعرف إنديانابوليس برياضة ومن أشهر الاحداث هو يوم إنديانابوليس 500 و من أشهر الاندية في كرة القدم يوجد نادي ايندي الفين الذي يلعب في بطولة الدوري الامريكي